# Ministério da Educação, Cultura, Desporto, Ciência e Tecnologia do Japão
O Ministério da Educação, da Cultura, dos Esportes, da Ciência e da Tecnologia (Monbu-kagakushō), também conhecido como MEXT, é um dos ministérios do governo japonês. 
O MEXT é um dos mais importantes e influentes ministérios do Japão. O governo japonês centraliza
a educação e ela é administrada por uma burocracia estatal que controla quase todo o aspecto do processo de educação. Por exemplo, é obrigatório que as escolas usem livros escolares aprovados pelo governo, as professoras precisam ser japonesas e são orientadas para ter certeza de que as crianças estão recebendo uma educação adequada.
O MEXT é comandado por um ministro membro do Gabinete e é escolhido pelo Primeiro Ministro.

## História
O Governo Meiji criou o primeiro Ministério da Educação em 1871.
Em janeiro de 2001, os antigos Monbu-shō e a Agência de Ciência e Tecnologia (庁 技術 技術 Kagaku-gijutsu-chō) fundiram-se para se tornar o atual MEXT.
O MEXT é liderado pelo Ministro da Educação, Cultura, Esportes, Ciência e Tecnologia, que é membro do Gabinete e é escolhido pelo Primeiro Ministro, tipicamente dos membros da Dieta.
O MEXT é um dos três ministérios que administram o Programa de Intercâmbio e Ensino do Japão (Programa JET). Também oferece a bolsa Monbukagakusho , também conhecida como bolsa de estudo MEXT ou Monbu-shō.

## Romanização
O ministério estabelece padrões para a romanização da língua japonesa.